# 温泉乡 (交口县)
温泉乡，是中华人民共和国山西省吕梁市交口县下辖的一个乡镇级行政单位。

## 行政区划
温泉乡下辖以下地区：
城北沟村、庞子窳村、曹家社村、樊家沿村、杏泉村、郭家掌村、白兑庄村、响义村、古桑园村、阎家山村、前务城村和石岭后村。